# يملي
يملي هو عبارة عن محرك بحث على شبكة الإنترنت يقوم بتحويل الكلمات العربية المكتوبة بالحروف اللاتينية بما فيها الأرقام إلى كلمة مكتوبة بحروف عربية، مثل: "3li" تكتب بالعربية «علي»، أو "3arabi" وتكتب بالعربية «عربي».

## تاريخ
لم يكن لحبيب حداد 27 عاماً (الذي يحمل شهادة في هندسة الحاسوب والاتصالات) لوحة مفاتيح مزوّدة بأحرف عربية، لكي يستطيع أن يواكب أحداث حرب تموز 2006، من منزله في الولايات المتحدة.
فما كان عليه سوى إن ينسخ ويلصق كلمات باللغة العربية وجدها على المواقع الأخبارية، لكي يطمئن على عائلته.
وسرعان ما ولدت الفكرة في إيجاد نظام يمكنه أن يحل مشكلة الأحرف العربية.
ومع صديقه عماد جريديني (37 عامًا، دكتور في هندسة الحاسوب) بدأ البحث والتخطيط.

## مبدأ العمل
يتلقى Yamli ما يكتبه المستخدم بالأحرف الإنكليزية ويحوله إلى ما يوافقها في اللغة العربية، أو يقترح مجموعة من الكلمات القريبة من حيث تركيبة الكلمة. وبعدها يبحث عن هذه الكلمة من خلال محرك البحث «غوغل» أو في صفحات «الويب» العادية.
أما عن الاسم فيشرح حداد انه مشتق من كلمة «إملاء»، وذلك لأن الطريقة التي يعمل بها هذا البرنامج هي بأن «يملي» عليه المستخدمين كلماتهم، وهو يكتبها.
مع Yamli، بدأت اللغة العربية في سحب البساط شيئاً فشيئاً من تحت أقدام اللغة الإنكليزية لتكسر احتكاراً دام سنوات كثيرة على الإنترنت".

## شهرة الموقع في الدول العربية
لاقى الموقع رواجاً كبيراً في الدول العربية وخصوصًا في تونس، مصر والسعودية حيث يعاني محبو الإنترنت من مشاكل فعلية في طباعة الأحرف بالعربية على لوحات المفاتيح التي لا تدعم العربية.

## وصلات خارجية
- قصة نجاح يملي بالكامل
- - يملي
- محرر يملي